# Santa Anita, Venustiano Carranza
Santa Anita är en ort i Mexiko.   Den ligger i kommunen Venustiano Carranza och delstaten Chiapas, i den sydöstra delen av landet, 800 km öster om huvudstaden Mexico City. Santa Anita ligger 1 014 meter över havet och antalet invånare är 160.
Terrängen runt Santa Anita är huvudsakligen kuperad, men österut är den bergig. Runt Santa Anita är det ganska glesbefolkat, med 50 invånare per kvadratkilometer. Närmaste större samhälle är Venustiano Carranza, 16,0 km söder om Santa Anita. I omgivningarna runt Santa Anita växer huvudsakligen savannskog.